# Anton van der Geld
Anton M.C. van der Geld (Drunen, 7 januari 1945), is hoogleraar, gezondheidspsycholoog, rector, schrijver en columnist. 

## Initiatieven
In 1988 was hij hoofdoprichter van de Stichting BeNeLux-Universitair Centrum / Foundation BeNeLux-University, die tot doel heeft de bevordering van de wetenschappelijke en culturele samenwerking tussen België, Nederland en Luxemburg. 
"Deze Stichting draagt bij aan de uitvoering van artikel 3 van het Benelux-Verdrag inzake de culturele toenadering tussen de drie Staten" volgens het installatie-artikel van de voorzitter Benelux-parlement Ady Jung, Brussel, 1995. 
Zij is gevestigd in Eindhoven, Antwerpen en Luxemburg.
Hij heeft in de Benelux zeven bijzondere leerstoelen opgericht, o.a. de 'Benelux-leerstoel' (samenwerkingsovereenkomst tussen het Benelux-Parlement en de St. BeNeLux-Universitair Centrum), de ‘Leerstoel Krijgsmacht en Samenleving’, en de ‘Leerstoel Politiewetenschappen, politie en samenleving, opsporing, justitie, openbaar bestuur’. 
In december 2006 richtte hij samen met bisschop Tiny Muskens en predikant Gerrit Manenschijn de Stichting Majoor Bosshardt Prijs voor-een-betere-samenleving op; hij is daar de voorzitter van.

## Onderscheidingen
- In Nederland:   ridder in de Orde van de Nederlandse Leeuw
- In België:      grootofficier in de Orde van Leopold II
- In Luxemburg:   commandeur in de Orde van de Eikenkroon
- Van de Heilige Stoel: commandeur in de Orde van Sint Gregorius de Grote
- In augustus 2006 ontving hij als eerste de Majoor Bosshardt Prijs voor-een-betere-samenleving uit de handen van de majoor zelf.

## Loopbaan
Van der Geld was leider van een Medisch Opvoedkundig Bureau, en medeoprichter en consulent van een medisch-pedagogisch kinderdagverblijf. 
Hij doceerde aan het Psychologisch Instituut van de Katholieke Leergangen Tilburg en de universiteit van Leuven.

## Publicaties en boeken
Anton van der Geld schreef een zevental boeken en diverse artikelen. In zijn laatste boek: “Balans in ons leven?” (Lannoo) wijst hij de wegen en de technieken aan om onbalans en crisis in onszelf, in onze relaties en in onze samenleving te boven te komen.
Hij schrijft columns over ‘levenskunst’ o.a. in het tijdschrift Felderhof. 